# Zöld metróvonal (Stockholm)
A zöld vonal (Gröna linjen) vagy Tub 1, ahogy az SL-en (Storstockholms Lokaltrafik) belül nevezik, egyike a három földalatti sínhálózatnak Stockholmban. Összesen 49 állomása van, amelyből 9 betonépítmény, 3 sziklába vájt és 37 felszíni állomás. A pálya teljes hossza 41 256 méter. A vonalon három járat közlekedik, a T17-es (Åkeshov–Skarpnäck), a T18-as (Alvik–Farsta strand) és a T19-es (Hässelby strand–Hagsätra). A vonalon átlagosan 482 000 utas utazik naponta és kb. 146 millió évente. A pálya nagyobb része föld felett halad, kivéve a város központi részeit.

## Háttér
A zöld vonalnak négy ága van, Hässelby strand nyugatra valamint Hagsätra, Farsta strand és Skarpnäck délre. A leghosszabb alagutak a Gamla stan–Odenplan–Sankt Eriksbron (3,4 km), Slussen–Skanstullsbron (Södertunneln, 1,5 km) és S:t Eriksbron–Lindhagensplan (Kungsholmen) (1,2 km). Az utazók könnyebbségére, az SL férfi hangot használ az állomások bemondására a délre tartó és női hangot az északra tartó szerelvényeken.
A 10 legnagyobb állomás (felszálló utasok száma egy téli hétköznapon) a következő:
| Nr  | Állomás                   | Felszállók száma |
| --- | ------------------------- | ---------------- |
| 1.  | T-Centralen (zöld vonal)  | 49 600           |
| 2.  | Slussen (zöld vonal)      | 42 900           |
| 3.  | Gullmarsplan              | 35 100           |
| 4.  | Hötorget                  | 31 900           |
| 5.  | Fridhemsplan (zöld vonal) | 29 800           |
| 6.  | Skanstull                 | 28 100           |
| 7.  | Odenplan                  | 25 800           |
| 8.  | Rådmansgatan              | 24 600           |
| 9.  | Medborgarplatsen          | 23 100           |
| 10. | Alvik                     | 22 600           |

## Története
A pálya első részét a Slussen és Hökarängen állomások között 1950. október 1-jén nyitották meg. 1957-ben a központi részt (Hötorget-Slussen) helyezték üzembe, ami összekötötte a két korábban független déli és északi zöld vonalat. 1960-ig a jelenlegi hálózat fejlesztése lényegében befejeződött. 1971 és 1994 között még kisebb bővítéseket eszközöltek.
Skarpnäck a 100. és a legújabb állomása a stockholmi metróhálózatnak.
A vonal különböző szakaszait az alábbi sorrendben adták:
- 1950: Slussen – Hökarängen
- 1951: Gullmarsplan – Stureby
- 1952: Hötorget – Vällingby
- 1954: Stureby – Högdalen
- 1956: Vällingby – Hässelby Gård
- 1957: Hötorget – Slussen
- 1958: Skärmarbrink – Hammarbyhöjden
- 1958: Hässelby gård – Hässelby Strand
- 1958: Hökarängen – Farsta
- 1958: Hammarbyhöjden – Bagarmossen
- 1959: Högdalen – Rågsved
- 1960: Rågsved – Hagsätra
- 1971: Farsta – Farsta Strand
- 1994: Bagarmossen – Skarpnäck

Több szakasza mint villamosvonal működött, mielőtt átalakították földalatti vonalnak:
- Södertunneln (Déli alagút) 1933-ban épült
- Tranebergsbron (Traneberg híd) villamossínekkel 1934-ben épült
- Skanstullsbron (Skanstull híd) 1946-ban avatták fel villamosvonallal, de már a jövendő földalattira tervezve
- Ängbybanan, Alvik–Åkeshov, 1944-ben adták át
- Örbybanan (Örby-vonal), Globen–Stureby (mint villamosjárat Örby-ig), 1930. október 1-jén nyílt meg, a legrégebbi vonala a földalatti hálózatnak

A fő különbség a villamosvonal és a földalatti vonal között az, hogy a villamosnak légi villanyvezetéke és rövidebb peronjai voltak a sínek két oldalán, míg a földalattinak maga a sín a villanyvezeték és hosszabb peronjai vannak a sínek között. Kereszteződések nem megengedettek a földalatti vonalakon, ezért a korábbi villamos vonalakat ennek megfelelően átépítették.

## Állomások

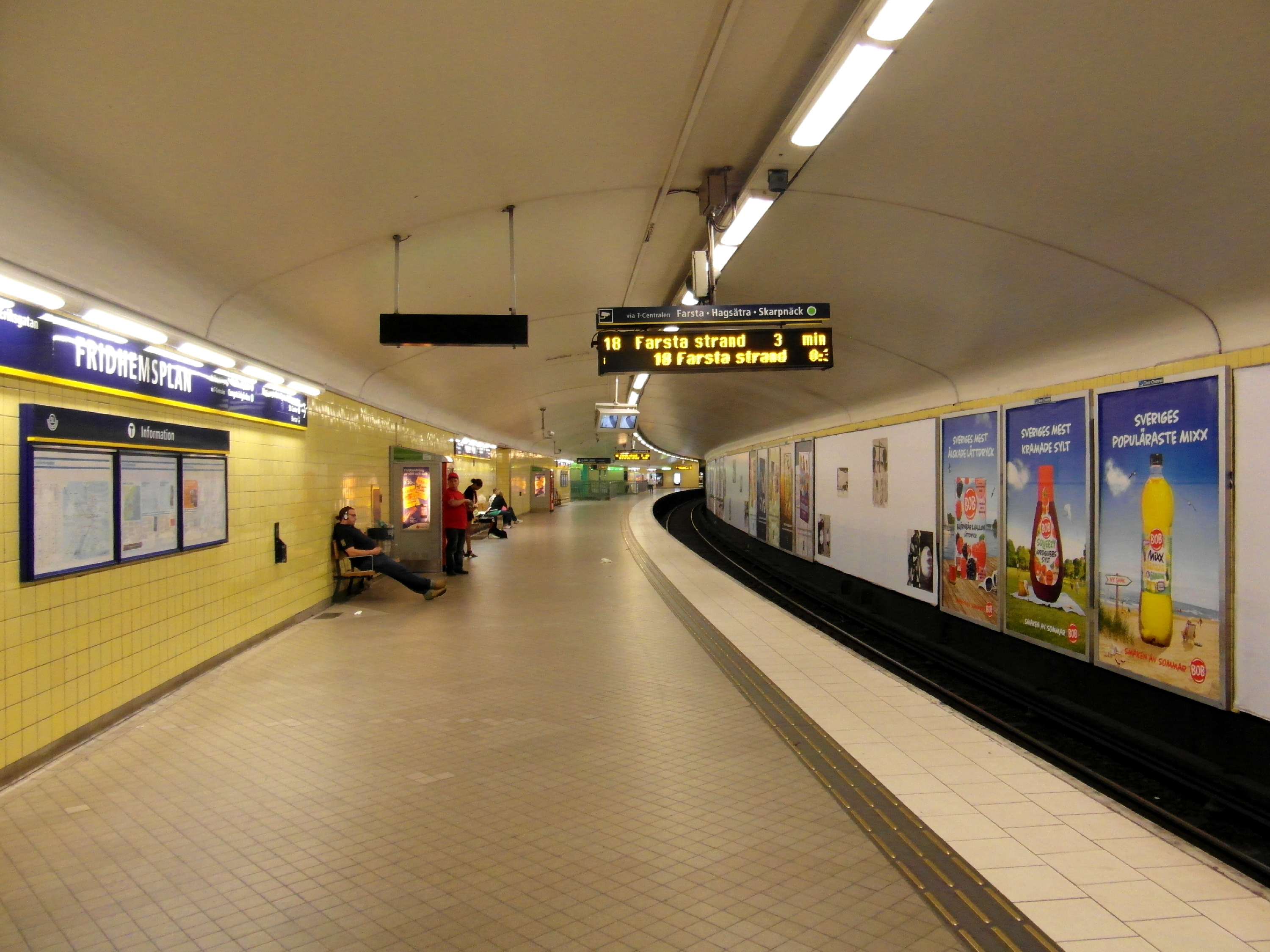
Fridhemsplan
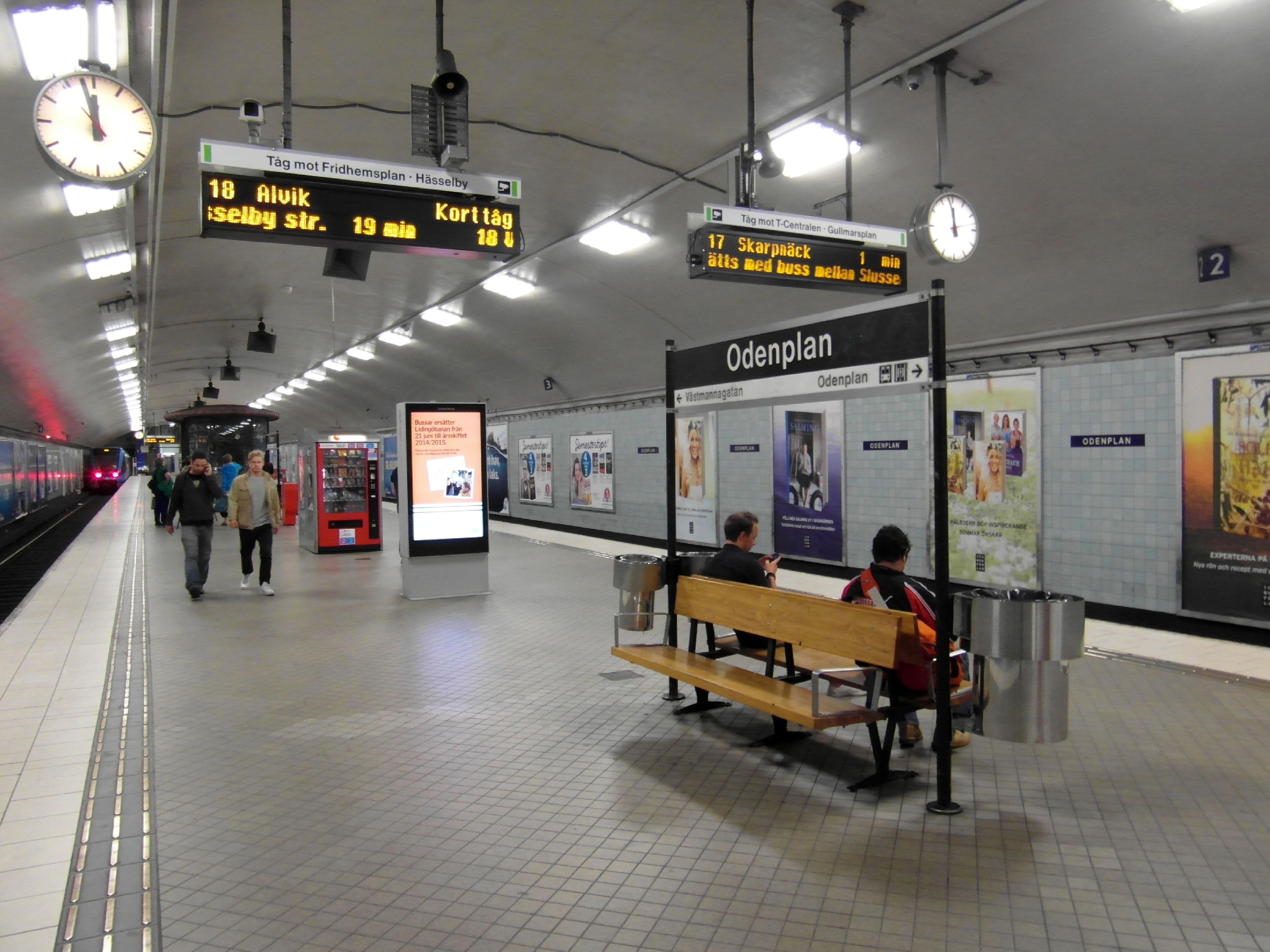
Odenplan
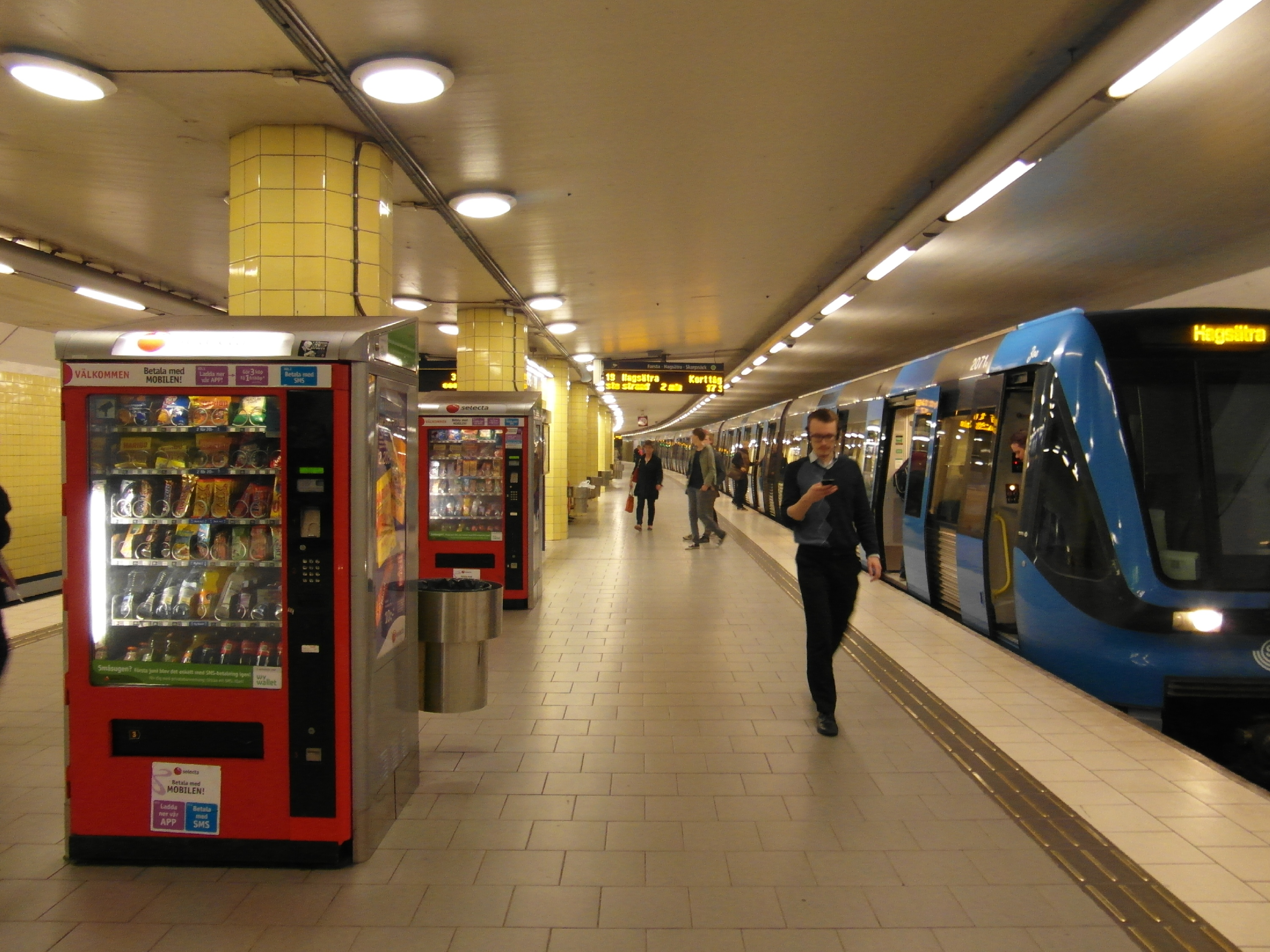
Rådmansgatan
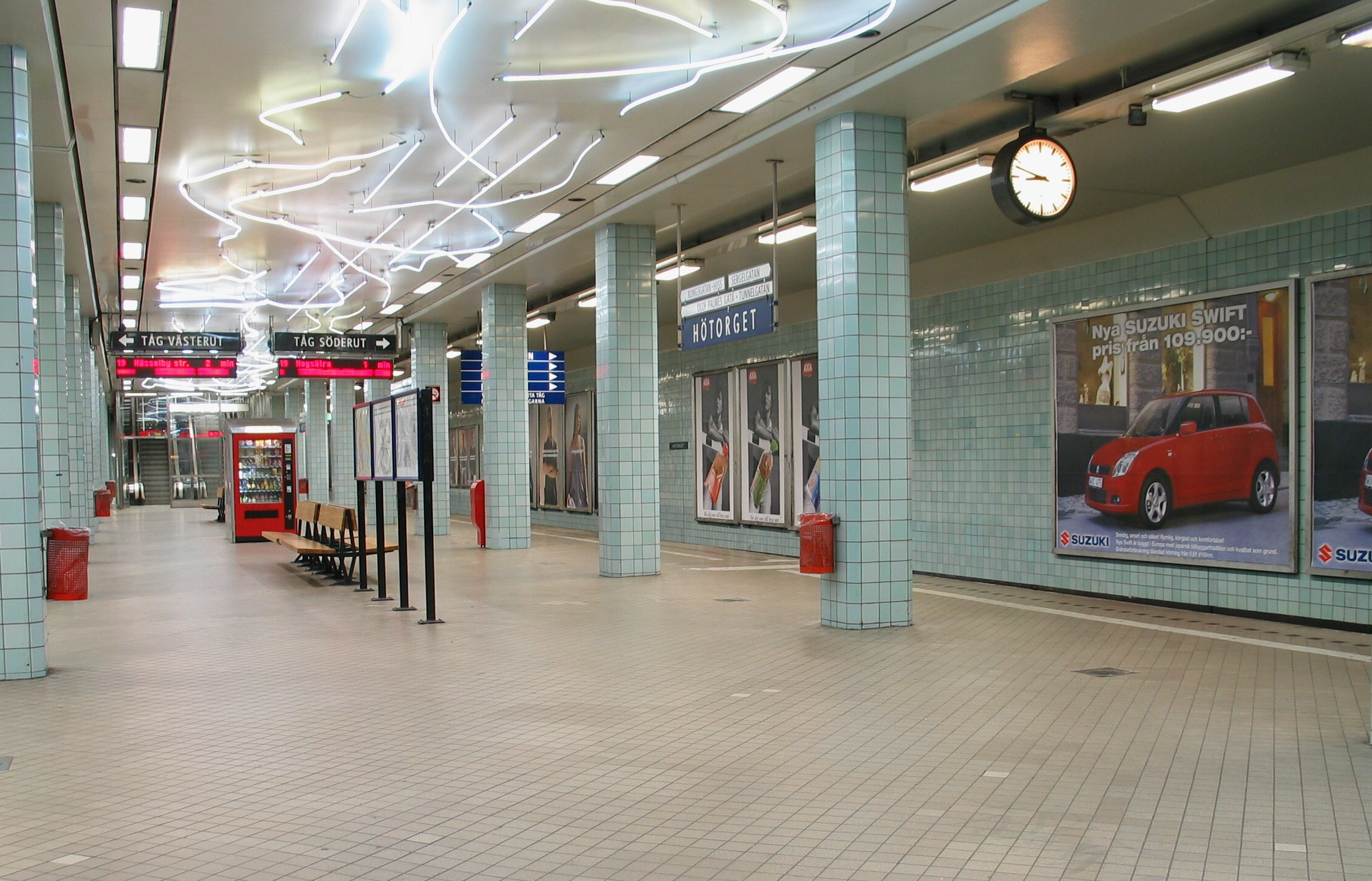
Hötorget
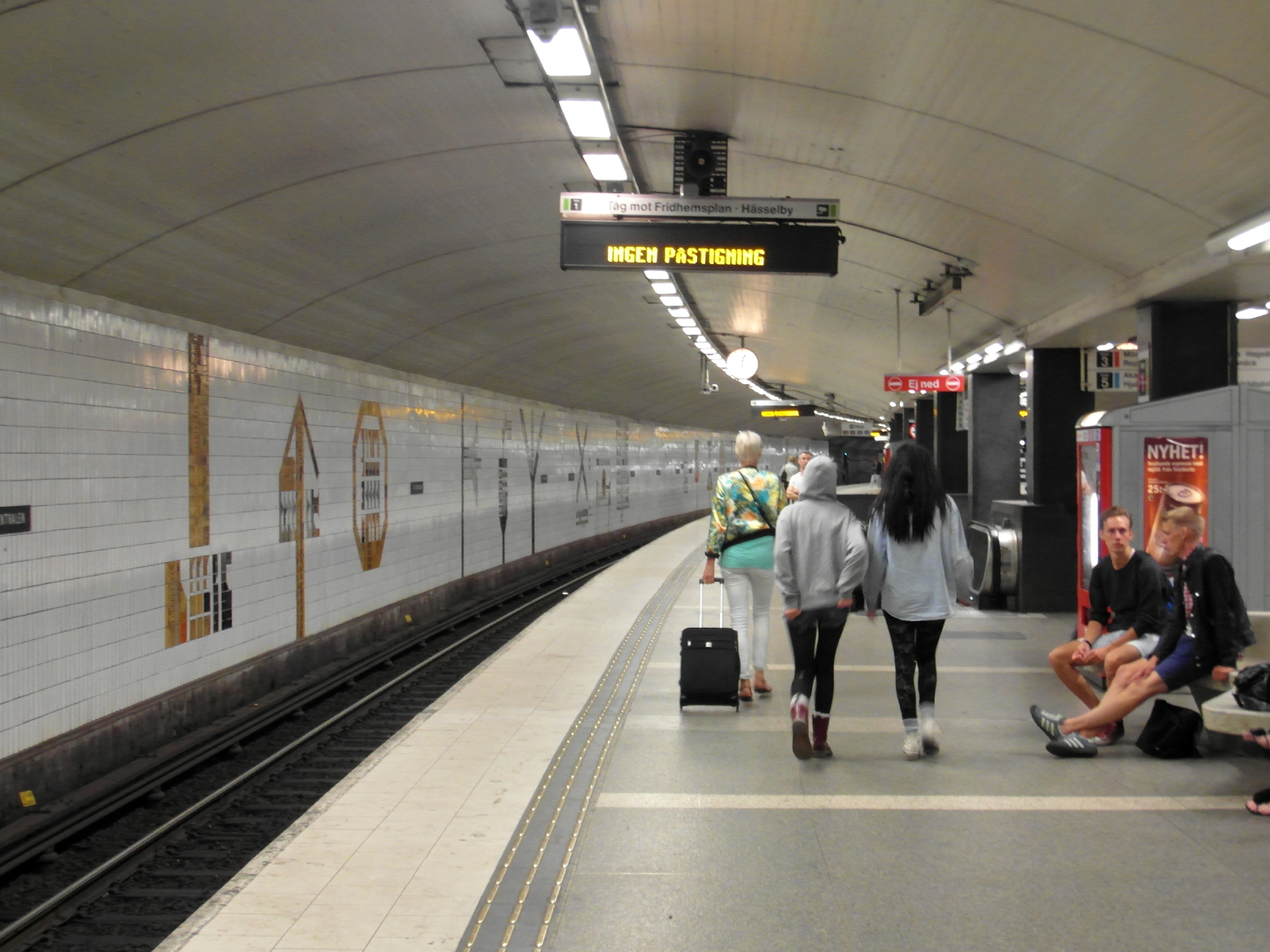
T-Centralen
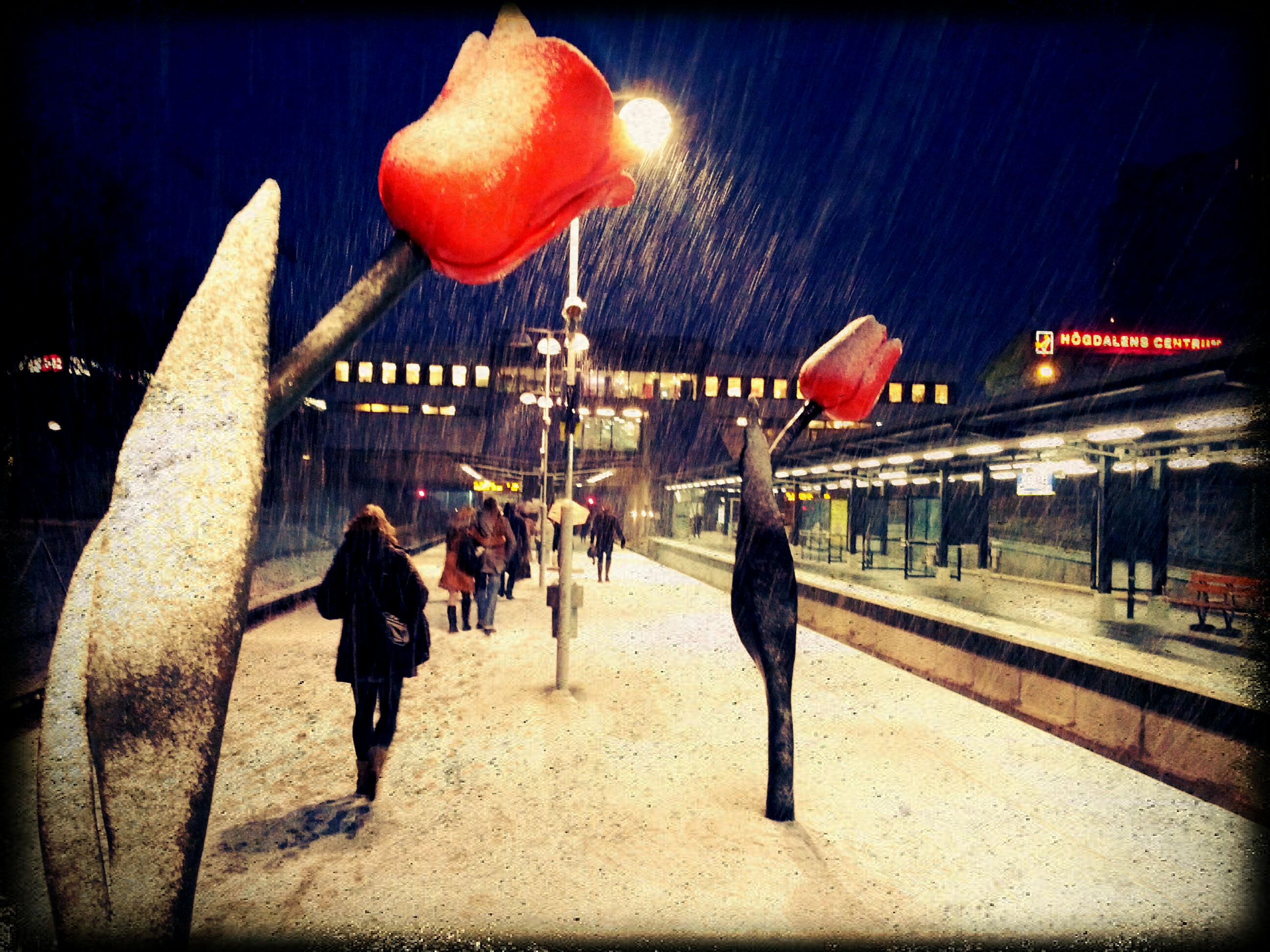
Högdalen
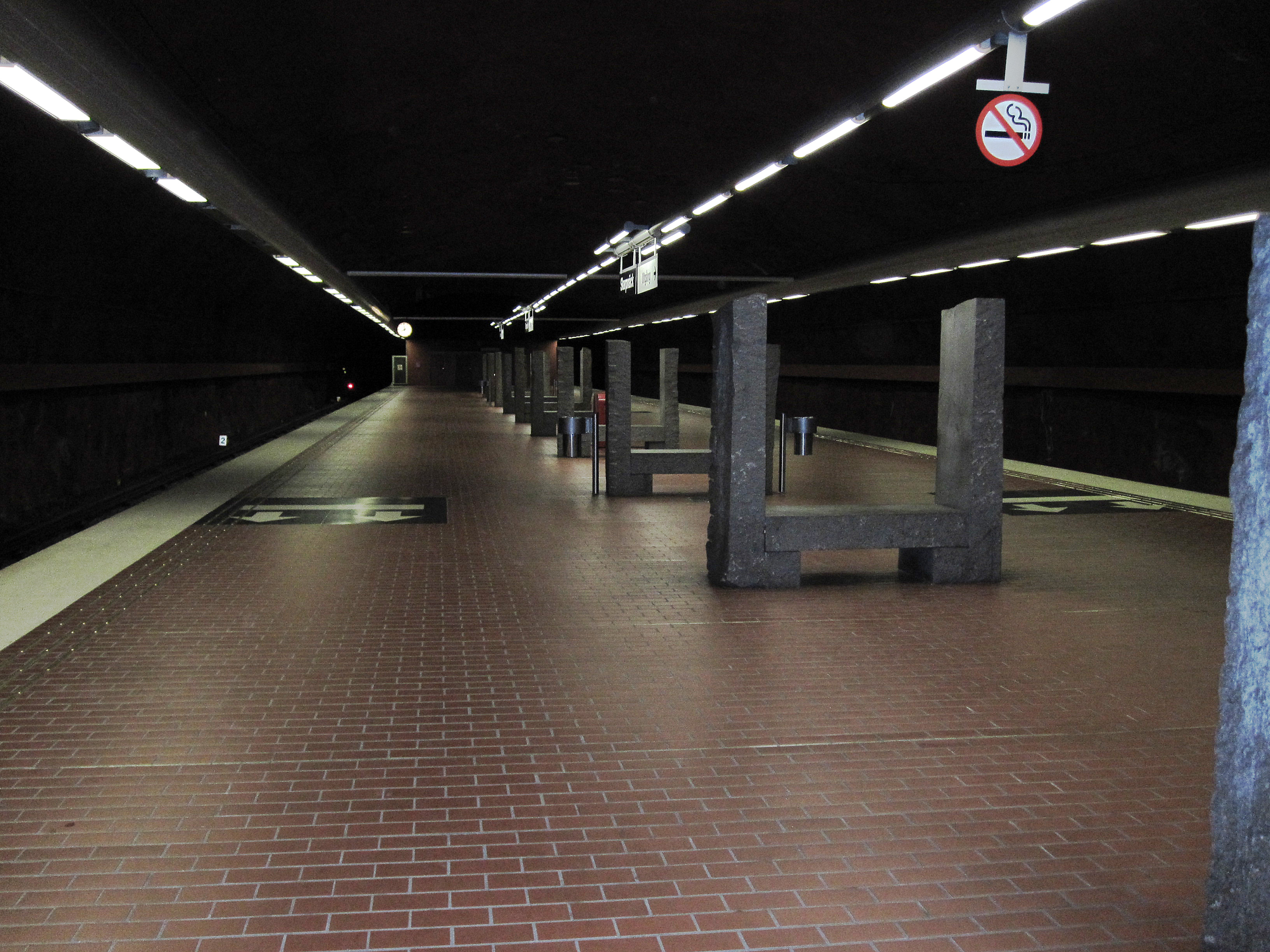
Skarpnäck
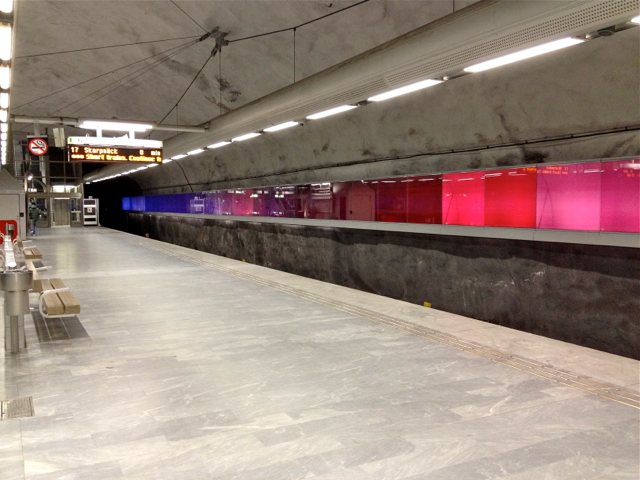
Bagarmossen

## Felújítások
A Skärmarbrink–Farsta strand közötti szakaszt 2008. március 25. – 2008. augusztus 17. között lezárták felújítás miatt. Ez idő alatt a forgalmat pótlóbuszok bonyolították le. A Skärmarbrink állomás működött a másik irányba haladó forgalomnak.
A Gullmarsplan–Hagsätra-szakasz a 2011. március 21. – 2001. szeptember 25. közötti időszakban volt lezárva javítások miatt. Ugyancsak pótlóbuszok bonyolították a forgalmat.
2014. július 11. – 2014. július 27. között az Alvik–Brommaplan-szakaszt zárták le karbantartás miatt. Ekkor az Alvik és Åkeshov közötti hat acélhidat kellett kicserélni. Ez alatt az idő alatt itt is pótlóbuszok teljesítettek szolgálatot.

## Tervezett felújítások
Valamikor 2018–2020 között tervezik a Brommaplan–Hässelby-szakaszon a pálya és az állomások karbantartását. A felújítás, s ezzel a forgalom szünetelése az útvonalon körülbelül hét hónapig fog tartani. Ebben az időszakban pótlóbuszok biztosítják a tömegközlekedést.
A Götgatan alagút (Medborgarplatsen–Skanstull-szakaszon) szintén felújításra szorul, ami azt jelenti, hogy a javítások alatt a közlekedést pótlóbuszokkal fogják megoldani. A megyei tanács most vizsgálja az alagutak állapotát, valamint a felújítással járó költségeket és annak időtartamát.

## Bővítés
2020-ban megkezdődött egy új ág építése az Odenplan meglévő állomástól az Arenastaden állomásig, a Hagastaden és Hagalund közbeeső állomásokkal. Eredetileg ez egy külön vonal, a sárga, lett volna amelynek most egy más útvonala lesz. Az új szakasz tervezett építési ideje 8 év.

## Fordítás
- Ez a szócikk részben vagy egészben  a   Gröna linjen metróállomás című svéd Wikipédia-szócikk fordításán alapul.  Az eredeti cikk szerkesztőit annak laptörténete sorolja fel. Ez a jelzés csupán a megfogalmazás eredetét és a szerzői jogokat jelzi, nem szolgál a cikkben szereplő információk forrásmegjelöléseként.
- Ez a szócikk részben vagy egészben  a   Gröna linjen (Stockholm) című német Wikipédia-szócikk fordításán alapul.  Az eredeti cikk szerkesztőit annak laptörténete sorolja fel. Ez a jelzés csupán a megfogalmazás eredetét és a szerzői jogokat jelzi, nem szolgál a cikkben szereplő információk forrásmegjelöléseként.

## További információ
- Menetrend (svédül)